# アルベルト (ザクセン王)
アルベルト（Albert、1828年4月23日 - 1902年6月19日）またはアルブレヒト（Albrecht）は、ザクセン王国の第5代国王（在位：1873年 - 1902年）。全名はフリードリヒ・アウグスト・アルベルト・アントン・フェルディナント・ヨーゼフ・カール・マリア・バプティスト・ネポムク・ヴィルヘルム・クサヴァー・ゲオルク・フィデリス (Friedrich August Albert Anton Ferdinand Joseph Karl Maria Baptist Nepomuk Wilhelm Xaver Georg Fidelis)。第4代ザクセン王ヨハンとその妃であったバイエルン王マクシミリアン1世の王女アマーリエ・アウグステ（1801年 - 1877年）の長男。

## 生涯
アルベルトは1828年4月23日にザクセン王太子ヨハンの第二子としてドレスデンで生まれた。ドイツの王子の通例に従って軍で教育を受ける一方、ボン大学でも聴講した。彼が初めて軍の指揮を執ったのは、1849年に第一次シュレースヴィヒ＝ホルシュタイン戦争（1848年 - 1852年）においてであった。
1866年の普墺戦争でも、ドイツ連邦（オーストリア帝国）側についたザクセン軍を率いて従軍した。ケーニヒグレーツの戦いでは最左翼を担当し、カール・エーベルハルト・ヘルヴァルト・フォン・ビッテンフェルトのエルベ軍と粘り強く戦ったものの、オーストリア軍の大敗を挽回することはできなかった。しかしこの戦争で、アルベルトは自らの軍事的才能に対する名声を確立した。戦争が終結し、ザクセン王国が北ドイツ連邦に加盟したのちに、彼はザクセンの兵士で構成される第12軍団の司令官に任じられた。
1870年に勃発した普仏戦争でもプロイセン王子フリードリヒ・カール麾下の第2軍で指揮を執り、同年7月11日にはザクセン初の陸軍元帥に任官している。8月18日のグラヴェレットの戦いでは、戦いを決定付ける最後の攻撃を行なった。その後、パリ進撃のための再編によって彼は第4軍の司令官に指名され、第12軍団の司令官は弟のゲオルクが引き継いだ。第4軍司令官となった後は、ル・ブルジェの戦いやヴィリエの戦いでフランス軍を破った。休戦が成立した後も彼はパリ占領軍司令官として同地に残った。
1873年に父王ヨハンが死去したためアルベルトは王位に即いた。しかし彼は政治に興味を持たず、「君臨すれども統治しない」立憲君主的な態度をとった。1897年にアルベルトはリッペ侯国の相続を巡る対立の仲裁人に指名された。
アルベルトは1902年6月19日にシュレージエンのジビュレノルト (Sibyllenort) 城で死去した。1853年に結婚したカロリーネ（カロラ）王妃（スウェーデン王グスタフ4世アドルフの王子グスタフの娘）との間に子供はおらず、王位は弟のゲオルクが嗣いだ。